# Middlesex County Football League

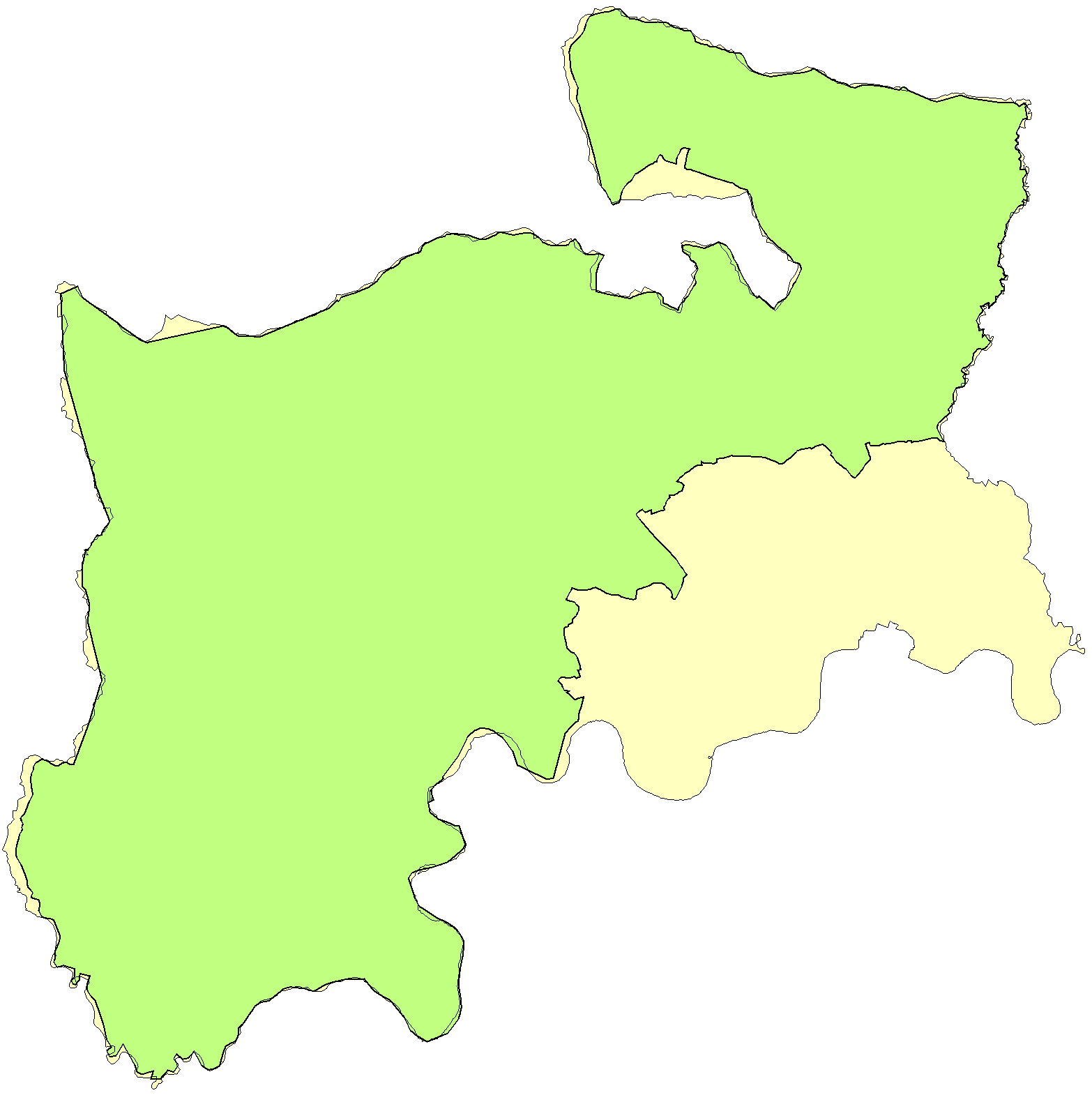
Map of Middlesex 1066-1894. Most of the teams are from these areas, which are mostly in Greater London. Outlying teams forming exceptions are Singh Sabha Slough, Stonewall and historically Sutton Common Rovers

Middlesex County Football League là một giải bóng đá Anh bao gồm các đội bóng ở vùng Trung, Bắc, và Tây Greater London. Giải đấu được thành lập năm 1984 và ban đầu chỉ có một hạng đấu, mặc dù sau này mở rộng rất lớn. Hiện tại giải có 5 hạng đấu – 4 hạng đấu cho đội chính và 1 hạng đấu cho đội dự bị. Premier Division nằm ở Bậc 7 (hoặc Cấp độ 11) của National League System. Giải đấu này góp đội cho Combined Counties Football League và Hellenic Football League. Hiện giải đang được tài trợ bởi Cherry Red Books.
Mùa giải 2012–13, British Airways vô địch Premier Division tuy nhiên chọn ở lại giải và nhờ đó FC Romania được lên hạng.
Hillingdon FC giành chức vô địch mùa giải 2014/15 trong trận đấu cuối mùa giải sau khi đánh bại Indian Gymkhana FC 2-0 nhờ 2 bàn thắng của Lewis "Swoops" Rose.

## Lịch sử
Middlesex County League được thành lập năm 1984 với chỉ 1 hạng đấu. Một năm sau đó, giải đấu thêm vào hạng thứ hai (Division One). Năm 1991 giải bổ sung hạng thứ ba, Division Two, sau đó dừng hoạt động trong giai đoạn 1996-2002, nhưng trong một sự tái thiết thì hạng đấu thứ tư được thêm vào (Division Three). Từ mùa giải 2006–07 có thêm hạng đấu thứ năm và hạng thứ tư được phân vùng hóa lại. Các hạng đấu được đổi tên thành Division Three East và Division Three West. Một sự tái cơ cấu khác diễn ra ở mùa giải 2007–08 chứng kiến sự phát triển và giải đấu được chia thành 6 hạng đấu: Division One được chia đôi (thành Đông và Tây), Division Three East đổi tên thành Division Three, trong khi Division Three West đổi tên thành Division Three (Hounslow & District). Mùa giải sau đó cả hai hạng Division Three đều bị hủy bỏ.
Các đội bóng từng thi đấu tại giải và hiện tại đang nằm trong National League System là: Brook House, Hanworth Villa, CB Hounslow United, Rayners Lane, North Greenford United, Sutton Common Rovers, South Kilburn, Neasden Foundation, Bethnal Green United, Bedfont Sports, Hayes Gate, Southall và FC Romania.
Giải đấu có câu châm ngôn bằng tiếng Latin ‘is est non iustus a venatus suus a res vita quod nex’ có nghĩa là 'đây không chỉ là một cuộc chơi mà nó là một vấn đề sống chết'.

## Các câu lạc bộ mùa giải 2014–15

### Premier Division
| Câu lạc bộ                                     | Vị thứ mùa trước (2014-2015)     |
| ---------------------------------------------- | -------------------------------- |
| A.F.C. Wembley                                 | thứ 3 ở Div.1 (Central and East) |
| British Airways                                | thứ 11                           |
| Broadfields United                             | thứ 6                            |
| CB Hounslow United Dự bị                       | thứ 16                           |
| Cricklewood Wanderers                          | thứ 5                            |
| FC Assyria                                     | thứ 13                           |
| FC Deportivo Galicia                           | thứ 12                           |
| Hillingdon                                     | thứ 1                            |
| Indian Gymkhana                                | thứ 8                            |
| Kensington Dragons                             | thứ 14                           |
| Kilburn                                        | thứ 15                           |
| London Post Office Sports & Social Association | thứ 2                            |
| New Hanford                                    | thứ 1 ở Div.1 (West)             |
| Pitshanger Dynamo                              | thứ 2 ở Div.1 (West)             |
| South Kilburn                                  | thứ 9                            |
| Southall Res                                   | thứ 2 ở Senior Reserve Division  |
| Sporting Hackney                               | thứ 6                            |
| Tooting & Mitcham Wanderers                    | thứ 10                           |
| West Essex                                     | thứ 7                            |

| Division One (Central & East) | Vị thứ mùa trước (2012-13) | Division One (West)                            | Vị thứ mùa trước (2012-13) |
| ----------------------------- | -------------------------- | ---------------------------------------------- | -------------------------- |
| AFC Wembley                   | thứ 2                      | AFC Southall                                   | thứ 3 ở Div. 2             |
| Chiswick                      | thứ 1                      | Bedfont Sports Dự bị                           |                            |
| Edmonton Rangers              | thứ 4                      | Brentham                                       | thứ 7                      |
| FFC Haringey                  | thứ 3                      | CB Hounslow United Dự bị                       | thứ 11                     |
| Fire United Christian         | thứ 9                      | Hillingdon Abbots                              | thứ 12                     |
| J-Gaia                        |                            | Imperial College Old Boys                      | thứ 5                      |
| London Elite                  | thứ 7                      | Kodak Harrow                                   |                            |
| Pearscroft United             | thứ 14                     | London Post Office Sports & Social Association |                            |
| St. Lawrence                  | thứ 8                      | Pitshanger Dynamo                              | thứ 3                      |
| Stonewall                     | thứ 6                      | Southall United                                |                            |
| Supreme Athletic              | thứ 5                      | Stedfast United                                | thứ 1 ở Div. 2             |
| The Wilberforce Wanderers     | thứ 9                      | Wembley Park                                   | thứ 2 ở Div. 2             |
| West End                      | thứ 7                      | West London Saracens                           | thứ 6                      |
| Hackney Wick FC               | Mùa giải đầu tiên 2015/16  |                                                |                            |

### Division Two
FC| Hillgate||

| Club                          | Vị thứ mùa trước (2012-13)                           |
| ----------------------------- | ---------------------------------------------------- |
| Aym Higher                    | thứ 4                                                |
| British Airways Dự bị         | kết hợp với BA 3rds (thứ 5) thứ 8 ở Reserve Division |
| Club Santacruzense de Londres |                                                      |
| FC Staines                    |                                                      |
| Greens Utd                    |                                                      |
| Heston Bombers                |                                                      |
| Laleham Casuals               |                                                      |
| Mile End Park Rangers         |                                                      |
| Paddington Elite              |                                                      |
| South Acton                   |                                                      |
| Sport London e Benfica        |                                                      |
| Tokyngton Manor               |                                                      |

Các đội dự bị tạo nên hạng đấu 11 đội ở mùa giải 2011-12. Đội vô địch, Southall Dự bị chọn ở lại Reserves Division.

## Các đội vô địch
| Mùa giải | Premier Division   |
| -------- | ------------------ |
| 1984–85  | Constantine United |

| Mùa giải | Division One       | Division Two             |
| -------- | ------------------ | ------------------------ |
| 1985–86  | Mill End Sports    | Harrow St. Mary's Dự bị  |
| 1986–87  | Evershed Social    | Troy Albion              |
| 1987–88  | Chorleywood Common | Harefield Town           |
| 1988–89  | Shamrock           | Northfield Rangers       |
| 1989–90  | Hawkeye Willesden  | Brook House Dự bị        |
| 1990–91  | Hawkeye Willesden  | Northfield Rangers Dự bị |

| Mùa giải | Premier Division      | Division One          | Division Two             |
| -------- | --------------------- | --------------------- | ------------------------ |
| 1991–92  | Northfield Rangers    | Broadwater United     | Bridge Park              |
| 1992–93  | Shamrock              | Northolt Saints       | Scolar                   |
| 1993–94  | New Hanford           | Rayners Lane Dự bị    | Neasden Foundation Dự bị |
| 1994–95  | Spelthorne Sports     | Willesden Constantine | Southall Dự bị           |
| 1995–96  | Willesden Constantine | Stonebridge Scolar    | F.C. Deportivo           |

| Mùa giải  | Premier Division      | Senior Division       |
| --------- | --------------------- | --------------------- |
| 1996–97   | Rayners Lane          | Broadfields United    |
| 1997–98   | Willesden Constantine | Northolt Saints       |
| 1998–99   | Willesden Constantine | Neasden Foundation    |
| 1999–2000 | Brook House Dự bị     | Brentford New Inn     |
| 2000–01   | Northolt Saints       | Pinner Albion Seniors |
| 2001–02   | Spelthorne Sports     | Stonewall             |

| Mùa giải | Premier Division    | Division One           | Division Two             | Division Three                   |
| -------- | ------------------- | ---------------------- | ------------------------ | -------------------------------- |
| 2002–03  | Hanworth Villa      | Southall Town Dự bị    | Harefield Ex-Services    | Stonewall Dự bị                  |
| 2003–04  | Wraysbury           | Brazilian              | Eastcote                 | Parkfield Youth Old Boys         |
| 2004–05  | Hanworth Villa      | Neasden Foundation     | Parkfield Youth Old Boys | LPOSSA                           |
| 2005–06  | Battersea Ironsides | Sport London e Benfica | Signcraft                | Harrow St. Mary's Youth Old Boys |

| Mùa giải | Premier Division       | Division One  | Division Two                | Division Three (East) | Division Three (West) |
| -------- | ---------------------- | ------------- | --------------------------- | --------------------- | --------------------- |
| 2006–07  | Sport London e Benfica | South Kilburn | London Utd Football Academy | FC Baresi             | Brunswick             |

| Mùa giải | Premier Division | Division One (Central & East) | Division One (West) | Division Two     | Division Three | Division Three (Hounslow & District) |
| -------- | ---------------- | ----------------------------- | ------------------- | ---------------- | -------------- | ------------------------------------ |
| 2007–08  | Indian Gymkhana  | Park View                     | Kodak Harrow        | Harrow St Mary's | Harrow Club    | Stedfast United                      |

| Mùa giải | Premier Division      | Division One (Central & East) | Division One (West) | Division Two              | Division Three (Hounslow & District) |
| -------- | --------------------- | ----------------------------- | ------------------- | ------------------------- | ------------------------------------ |
| 2008–09  | Bethnal Green United  | Copland                       | North Kensington    | LPOSSA                    | Grange Park                          |
| 2009–10  | Interwood             | Sporting Hackney              | Stedfast United     | Imperial College Old Boys | Eutectic                             |
| 2010–11  | Willesden Constantine | West Essex                    | North Kensington    | Pitshanger Dynamo         | Belmullet Town                       |

| Mùa giải | Premier Division | Division One (Central & East) | Division One (West)                            | Division Two    |
| -------- | ---------------- | ----------------------------- | ---------------------------------------------- | --------------- |
| 2011–12  | Interwood        | Kilburn                       | FC Assyria                                     | Bay             |
| 2012–13  | British Airways  | Cricklewood Wanderers         | London Post Office Sports & Social Association | Stedfast        |
| 2013–14  | Sporting Hackney | Pearscroft United             | LPOSSA                                         | Heston Bombers  |
| 2014–15  | Hillingdon       | Sloane                        | New Hanford                                    | Larkspur Rovers |